# هرتشاوا
هرتشاوا (به چکی: Hrčava) یک منطقهٔ مسکونی در جمهوری چک است که در ناحیه فریدک-میستک واقع شده‌است. هرتشاوا ۲٫۸۷ کیلومتر مربع مساحت و ۲۵۵ نفر جمعیت دارد و ۵۹۴ متر بالاتر از سطح دریا واقع شده‌است.